# Konrad Freudenstein
Konrad Freudenstein (* 2. Februar 1886  in Obervorschütz; † 23. Dezember 1967 ebenda) war ein deutscher Politiker (SPD) und Abgeordneter des Provinziallandtages der preußischen Provinz Hessen-Nassau. 

## Leben
Konrad Freudenstein war der Sohn des Leinenwebers Justus Freudenstein und dessen Gemahlin Anna-Katharina Scherp. Nach seiner Schulausbildung war er als Steinbrucharbeiter beschäftigt, politisch aktiv und trat in die SPD ein. Von 1919 bis 1932 und von 1946 bis 1964 war er Mitglied des Kreistages in Fritzlar. 1933 erhielt er durch indirekte Wahl ein Mandat im Kurhessischen Kommunallandtag, aus dessen Mitte er zum Abgeordneten des Provinziallandtages der Provinz Hessen-Nassau bestimmt wurde. Er war Nachfolger des Abgeordneten Heinrich Treibert. In seinem Heimatort war Freudenstein in den Jahren 1924 bis 1933 und von 1946 bis 1964 stellvertretender Bürgermeister. 